# 王彦宾
王彦宾，镶黄旗汉军人，清朝政治人物。同进士出身。

## 生平
順治九年（1652年）壬辰科進士。顺治十八年（1661年）接替原体蒙任邵武府知府一职，康熙元年（1662年）由陈相文接任。